# Ashes
Ashes je četvrti studijski album gothic metal grupe Tristania. Album je 24. siječnja 2005. godine objavila diskografska kuća Steamhammer. Album predstavlja znatnu promjenu u stilu glazbe sastava; glazbeni stil podsjeća više na heavy metal, a izostavljeni su i operni vokali vokalistice Vibeke Stene.

## Popis skladbi
1. "Libre" – 4:30
2. "Equilibrium" – 5:49
3. "The Wretched" – 7:00
4. "Cure" – 5:59
5. "Circus" – 5:08
6. "Shadowman" – 6:31
7. "The Gate" – 6:20
8. "Endogenesis" – 7:36
9. "Bird" – 7:41